# Lucero Saldaña Pérez
María Lucero Saldaña Pérez (Puebla de Zaragoza, Puebla, 18 de enero de 1957) es una política mexicana, miembro del Partido Revolucionario Institucional. Entre los numerosos cargos políticos que ha ocupado, esta el de dos veces Senadora y dos veces diputada federal, mismo que ejerció para el periodo de 2018 a 2021.

## Biografía

### Estudios
Lucero Saldaña Pérez es originaria de la ciudad de Puebla donde realizó sus estudios básicos, es licenciada en Administración de Empresas por la Universidad de las Américas de Puebla, institución donde también cursó un diplomado en Mercadotecnia y Publicidad. Es además, maestra en Género y Derecho por la Universidad Autónoma de Barcelona y cuenta con un doctorado en la misma disciplina.
En 1977 fue acreedora al premio al Mejor Estudiante de México, otorgado por el Comité Permanente de los Mejores Estudiantes de México.

### Carrera política
Miembro activo del PRI desde el año de 1981, desarrolló sus principales actividades en la entonces Agrupación Nacional Femenil Revolucionaria (ANFER) —hoy el Organismo Nacional de Mujeres Priistas (ONMPRI)— de la que fue secretaria general en Puebla de 1982 a 1986, fue subsecretaria general del comité estatal del PRI de 1986 a 1987 y secretaria de Finanzas del mismo comité en 1988.
En 1984 fue elegida por diputada a la XLIX Legislatura del Congreso del Estado de Puebla, concluyendo su encargo en 1987 y en 1988 fue elegida diputada federal suplente, no habiendo llegado a ejercer el cargo en propiedad.
En 1990 pasó a formar parte de la Fundación Cambio XXI, y entre ese año y 1995 fue consejera técnica estatal y municipal y a partir de 1994 consejera política estatal del PRI. 
Fue elegida por primera ocasión diputada federal para el periodo de 1994 a 1997 por el Distrito 2 de Puebla a la LVI Legislatura, al terminar el cargo, de 1997 a 2000 fue la primera directora del Instituto Poblano de la Mujer, en las administraciones de los gobernadores Manuel Bartlett Díaz y Melquiades Morales Flores.
En 2000 fue elegida senadora suplente en primera fórmula por Puebla, siendo senador propietario Rafael Cañedo Benítez; éste murió en ejercicio del cargo el 10 de julio de 2001, por lo que le correspondió ejercer la senaduría el resto del periodo para el que habían sido elegidos, hasta 2006, sin embargo, asumió dicha senaduría hasta el 29 de agosto de 2003. En las legislaturas LVIII y LIX ejerció como secretaria de la Mesa Directiva; presidenta de la comisión especial encargada de la Conmemoración del Quincuagésimo Aniversario del Voto de la Mujer en México; secretaria de las comisiones de Relaciones Exteriores - Europa y África; y de Desarrollo Social; así como integrante de las comisiones de Comercio y Fomento Industrial; y de Equidad y Género.
De 2010 a 2014 fue secretaria general del comité estatal del PRI en Puebla y de 2012 al mismo 2014 presidenta de la Fundación Colosio. En 2012 fue elegida por segunda ocasión senadora, en esta ocasión en segunda fórmula a las Legislaturas LXII y LXIII que concluirían en 2018. En las mismas fue secretaria de la Mesa Directiva; presidenta de la comisión de Relaciones Exteriores, Organismos No Gubernamentales e integrante de las comisiones Contra la Trata de Personas; de Derechos Humanos; para la Igualdad de Género; y, de Derechos de la Niñez y Adolescencia. Además, el Senado la designó como diputada a la Asamblea Constituyente de la Ciudad de México de 2016 a 2017.
Al término de su segundo periodo como senadora, fue elegida diputada federal por la vía plurinominal de la LXIV Legislatura del Congreso de la Unión de México, en la cual durante su instalación integró la Mesa de Decanos. Fue además secretaria de la comisión de Derechos Humanos, e integrante del comité de Ética y de las comisiones de Gobernación y Población; y de Federalismo y Desarrollo Municipal.